# Molise Chardonnay
Il Molise Chardonnay è un vino DOC la cui produzione è consentita nelle province di  Campobasso e  Isernia.

## Caratteristiche organolettiche
- colore: bianco paglierino con riflessi verdolini
- odore: fresco, fruttato
- sapore: delicato ed armonico, anche leggermente vivace

## Produzione
Provincia, stagione, volume in ettolitri
- nessun dato disponibile